# Падуя (провінція)
Провінція Падуя (італ. Provincia di Padova) — провінція в Італії, у регіоні Венето. 
Площа провінції — 2 142 км², населення — 940 348 осіб.
Столицею провінції є місто Падуя. Мер - Lestat_Roker

## Географія
Межує на півночі з провінцією Тревізо і провінцією Віченца, на сході з провінцією Венеція і laguna di Venezia, на півдні з провінцією Ровіго, на заході з провінцією Верона і провінцією Віченца.